# Otto von Gottberg (Politiker)

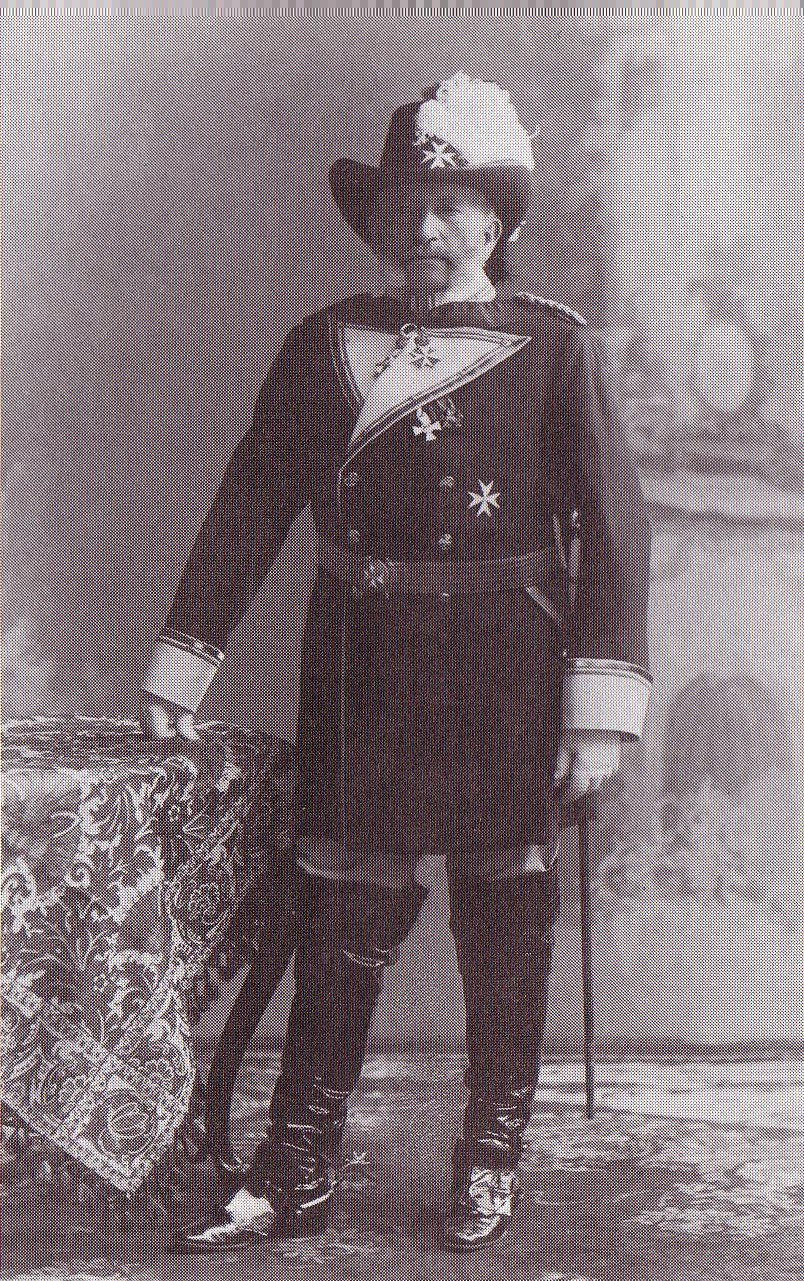
Otto von Gottberg als Ritter des Johanniterordens

Gustav Ferdinand Carl Heinrich Otto von Gottberg (* 24. Dezember 1831 auf Gut Groß Klitten, Landkreis Bartenstein, Ostpreußen; † 18. Oktober 1913 auf Gut Woopen, Landkreis Bartenstein) war Gutsbesitzer, preußischer Landrat und Politiker.

## Herkunft

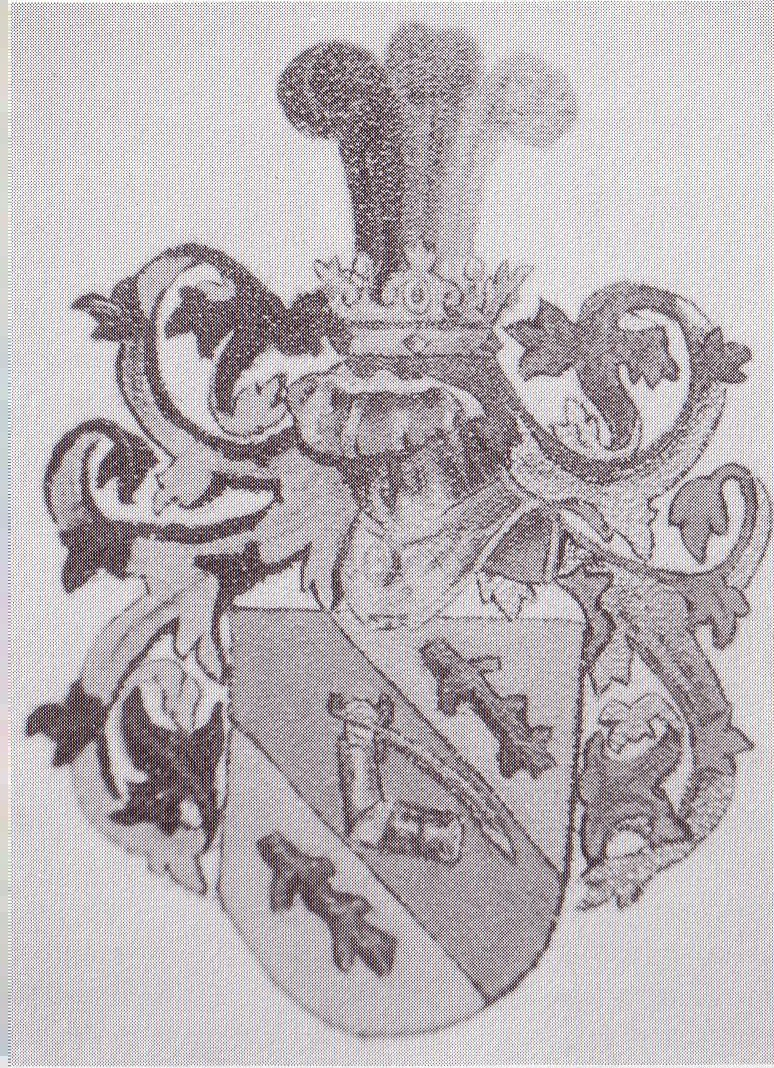
Das Wappen der Familie von Gottberg

Otto entstammte einem alten pommerschen Adelsgeschlecht und war der Sohn des Gutsbesitzers Heinrich von Gottberg (1785–1859) auf Groß-Klitten und dessen Ehefrau der Freiin Ottilie Luise Eleonore von Braun (1792–1868).

## Familie
Gottberg heiratete am 11. August 1857 auf Gut Rathshof (Landkreis Königsberg, Ostpreußen) Olga Tortilovitz von Batocki (* 11. März 1839 auf Gut Thierenberg, Landkreis Fischhausen, Ostpreußen; † 25. März 1899 auf Gut Groß Klitten), die Tochter des königlich preußischen Landschaftsrats Wilhelm Tortilovitz von Bartocki, Gutsherr auf den Gütern Rathshof und Fabiansfelde (Landkreis Königsberg) sowie Thierenberg und Waldhausen (Landkreis Fischhausen), und der Ottilie von Talatzko. Das Paar hatte mehrere Kinder. Sein Sohn Heinrich von Gottberg folgte ihm als Landrat in Bartenstein.

## Leben
Gottberg war Fideikommissherr auf den Gütern Groß Klitten und Woopen (beide Landkreis Bartenstein), königlich preußischer Geheimer Regierungsrat, preußischer Landrat, ab 1889 bis in sein Todesjahr 1913 Mitglied des Preußischen Herrenhauses und Ehrenritter des Johanniterordens.
Er begann seine preußische Beamtenlaufbahn als Regierungsreferendar, war aber schon mit 27 Jahren von 1858 bis 1893 Landrat des heimatlichen Landkreises Bartenstein (auch: Landkreis Friedland).